# Izraelská hymna
Hymna Izraele je píseň ha-Tikva (hebrejsky התקווה‎, česky Naděje). Text pod názvem Tikvatenu (Naše naděje) napsal v roce 1878 Naftali Herz Imber a v roce 1886 vyšel v jeho sbírce básní Barkaj (Jitřenka). Hudbu složil na základě lidové melodie Samuel Cohen. Během prvního sionistického kongresu v Basileji v roce 1897 se stala hymnou sionistického hnutí a v roce 1948 státní hymnou nově vzniklého státu Izrael, ačkoliv ji izraelský parlament Kneset oficiálně přijal mezi státní symboly až roku 2004.
Na stejném hudebním motivu, rozšířeném po celé Evropě od renesance, je založena také symfonická báseň Bedřicha Smetany Vltava z cyklu Má vlast z roku 1874. Podle některých zdrojů je písnička švédského původu, ale použil ji, protože charakterem odpovídala české lidové hudbě. Ve většině prací týkajících se původu hudebního motivu se uvádí, že melodie je moldavská. Pravděpodobně to souvisí s tím, že Vltava je známá také pod německým jménem Moldau. Moldavským kořenům písničky dodal zdání pravděpodobnosti také původ Samuela Cohena, který imigroval z Moldávie. Odkud Cohen tuto melodii znal, není známo.

## Text hymny
| Hebrejský text | Transkripce | Česky |
| --- | --- | --- |
| כׇּל עוֹד בַּלֵּבָב פְּנִימָה ,נֶפֶשׁ יְהוּדִי הוֹמִיָּה וּלְפַאֲתֵי מִזְרָח קָדִימָה ,עַיִן לְצִיּוֹן צוֹפִיָּה עוֹד לֹא אָבְדָה תִּקְוָתֵנוּ ,הַתִּקְוָה בַּת־שְׁנוֹת אַלְפַּיִם ,לִהְיוֹת עַם חׇפְשִׁי בְּאַרְצֵנוּ .אֶרֶץ צִיּוֹן וִירוּשָׁלַיִם | Kol od ba-levav penima nefeš jehudi homija, u-le-fatej mizrach kadima ajin le-Cijon cofija, od lo avda tikvatenu ha-tikva bat šnot alpajim, lihjot am chofši be-arcenu, erec Cijon vi-Jrušalajim. | Dokud hluboko v srdci duše Židů prahnou a kupředu na východ k Sionu oko hledí, naše naděje není ztracena, naděje dvou tisíců let, být svobodným lidem ve své zemi, zemi Sionu a Jeruzaléma. |

Srovnejte první verš refrénu – „naše naděje není ztracena“ – s prvními verši polské hymny Jeszcze Polska nie zginęła (Polsko ještě nezemřelo), nebo ukrajinské hymny Ще не вмерла України і слава, і воля (Šče ne vmerla Ukrajiny i slava, i volja – Ještě nezahynula sláva Ukrajiny, ani její svoboda).

## Melodie
Melodie Hatikvy tak, jak je zpívána v Izraeli: